# منزل شاكر
منزل شاكر إحدى مدن الجمهورية التونسية، تقع في ولاية صفاقس على بعد 40 كم غربي مركز الولاية. توجد بها بلدية يبلغ عدد سكانها 2212 نسمة طبقا لإحصاء عام 2004، وهي مقر معتمدية.

## مكونات المعتمدية
توجد بالمنطقة أيضا عدة مراكز خدمات تابعة للدولة كمركز البريد، مركز حرس وطني وحرس المرور، معتمدية، قصر بلدية قباضة مالية ومركز إنتاج وارشاد فلاحي .
تحتوي منطقة منزل شاكر على 3 صيدليات، مستشفى محلي، مدرسة ابتدائية، معهد ثانوي ومعهدين ابتدائيين .

## القطاع الصناعي
على الصعيد الصناعي عرفت المنطقة بمعمل الباريت الذي أغلق وحاليا يوجد معمل خياطة يوفر الشغل لعدد وفير من بنات المعتمدية إلى جانب معمل حديث للدهن .
تحتوي المنطقة على عدد كبير من اليد العاملة الحاملة للشهائد العليا وغيرها وتعتبر بذلك مجمعا اسثماريا هام بحكم موقعها الاستراتيجي بين مدينة صفاقس وسيدي بوزيد .
و يوجد مركز لتكوين الفتاة الرّيفيّة في منطقة بوثدي التّابعة لمعتمديّة منزل شاكر وهو مركز يكوّن الفتيات في اختصاصات عديدة منها الخياطة والفلاحة

## القطاع الفلاحي
تبلغ المساحة الفلاحية للمنطقة ما يقارب عن 155558 هكتارا وتحتوي على 2,2 مليون زيتونة أغلبها موزع على أراضي مجمع السلامة وبوزوية كما تحتوي على عدد كبير من المعاصر الموزعة في كامل تراب المعتمدية.

### مواضيع ذات علاقة
- ولاية صفاقس.